# Alfred Lunt
Alfred Lunt (Milwaukee, 12 agosto 1892 – Chicago, 3 agosto 1977) è stato un attore e regista statunitense.

## Biografia
Alfred Lunt è stato uno dei grandi attori teatrali americani del XX secolo, costituendo una coppia sia nella vita che nell'arte con Lynn Fontanne.
L'incontro con il cinema è stato occasionale, sebbene ricevesse una candidatura all'Oscar come migliore attore protagonista per The Guardsman (1931) di Sidney Franklin. Era inoltre apparso in alcuni film muti tra il 1923 e il 1926, tra cui Zingaresca (1925) del grande David Wark Griffith.

## Riconoscimenti
Candidatura all'Oscar come migliore attore protagonista 1932. In occasione della cena di premiazione (28 novembre 1932), venne proiettato un cortometraggio della Disney creato appositamente per quell'occasione dal titolo Parata dei nominati agli Oscar, dove appare anche il personaggio di Alfred Lunt.
Vinse tre premi Tony: nel 1954 come miglior regista per Ondine, nel 1955 come miglior attore drammatico per Quadrille e nel 1970 ricevette un Tony onorario insieme a sua moglie.

## Spettacoli teatrali (parziale)
- Clarence, di Booth Tarkington (Broadway, 20 settembre 1919)
- Idiot's Delight, di Robert E. Sherwood (prima 24 marzo 1936)

## Filmografia
- Backbone, regia di Edward Sloman (1923)
- The Ragged Edge, regia di F. Harmon Weight (1923)
- Second Youth
- Zingaresca (Sally of the Sawdust), regia di D.W. Griffith (1925)
- Lovers in Quarantine
- The Guardsman, regia di Sidney Franklin (1931)
- La taverna delle stelle (Stage Door Canteen), regia di Frank Borzage (1943)

## Premi e riconoscimenti
- Primetime Emmy Awards
  - 1965 - Migliore attore protagonista in una miniserie o film - Hallmark Hall of Fame episodio The Magnificent Yankee